# Белохвостый олень
Белохвостый олень, или виргинский олень (лат. Odocoileus virginianus) — наиболее распространённый вид оленевых в Северной Америке. Он заметно меньше и изящнее вапити, встречающегося, как правило, в тех же регионах.

## Внешний вид

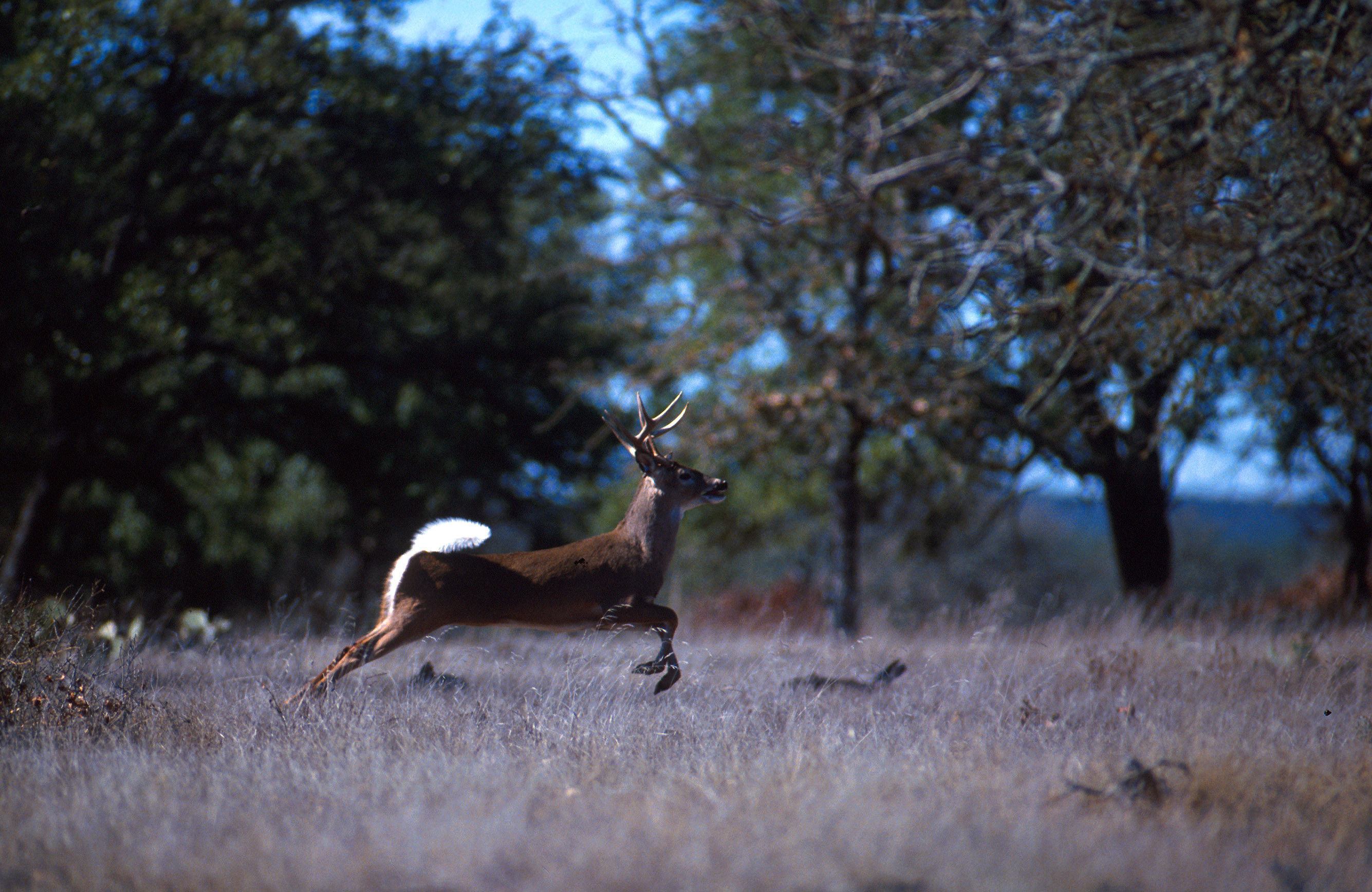
Бегущий белохвостый олень

Зимой шерсть светло-серая, а летом приобретает красноватый оттенок, сверху несколько сильнее, чем снизу. Своим названием данный вид обязан хвосту, верхняя сторона которого коричневая, а нижняя — белая. Убегая, этот олень поднимает хвост, сигнализуя сородичам об опасности. Рога носят только самцы. После брачного сезона они сбрасывают рога, а на их месте начинают образовываться новые. Оба рога имеют форму полумесяца, выпуклого вперёд и в стороны. На каждом из рогов от шести до семи отростков.
Величина белохвостого оленя варьирует в зависимости от подвида. У животных, обитающих на севере США, высота в холке составляет 1,0-1,1 м, а вес самца составляет от 100 до 150 кг. Самки незначительно меньше и легче. По мере продвижения на юг, подвиды становятся меньше. На островах Флорида-Кис живут белохвостые олени со средней величиной в холке 60 см и весом 35 кг, что является следствием островной карликовости. Продолжительность жизни составляет приблизительно десять лет.

## Распространение
Белохвостый олень распространён от юга Канады до Перу и севера Бразилии. Он относится к наиболее распространённым видам семейства оленевых, приспособившись к различным средам обитания. Этого оленя можно встретить как в обширных лесах Новой Англии, так и в прерии, в болотах Эверглейдс, в полупустынях Мексики и Аризоны. В Южной Америке он населяет тугайные леса, прибрежные кустарниковые саванны и северные склоны Анд, однако отсутствует в дождевых лесах. В Центральной и Южной Америке белохвостый олень встречается, как правило, более редко, чем в Северной.
Белохвостые олени были интродуцированы и в других частях света. В 1950-х годах их завезли в Финляндию, откуда они самостоятельно распространились в другие страны Скандинавии. В Чехии также имеется завезённая популяция. Кроме того, белохвостый олень является одним из семи видов оленей, которые были завезены в Новую Зеландию для охоты.

## Поведение

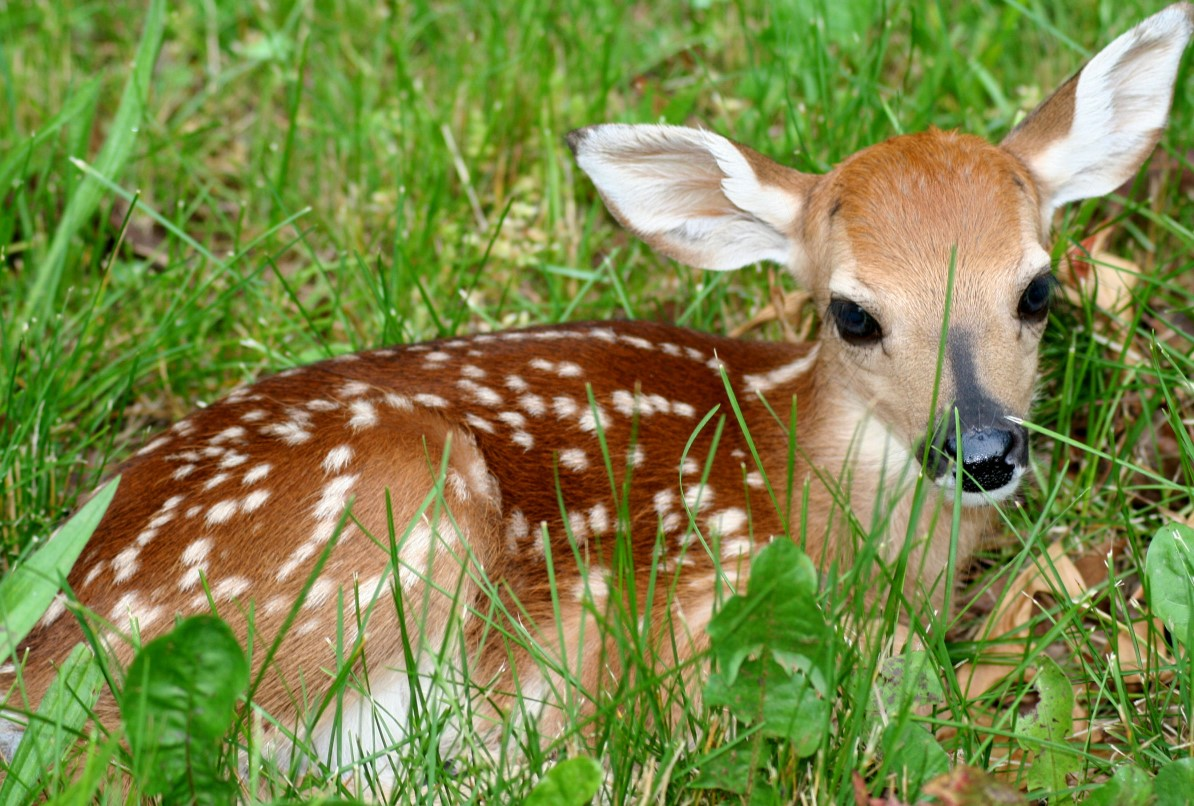
Детёныш в траве

Белохвостый олень ведёт в целом скорее одиночный образ жизни, чем в группе. Тем не менее, вне брачных сезонов самки и самцы время от времени образуют непрочные группы. Для спаривания самцы находят себе отдельных самок и, в отличие от вапити, не пытаются стать хозяином гарема. После 200-дневной беременности самки рождают на свет от одного до двух, изредка трёх, детёнышей. Как и у многих видов, шерсть детёнышей белохвостого оленя после рождения усеяна белыми пятнами.
Белохвостый олень питается листьями, травами, почками, ягодами и другими дикими плодами, а также древесной корой. У него имеется множество врагов. Помимо человека, ими являются волки, пумы, медведи и койоты, в Южной Америке также ягуары.

## Угрозы и защита

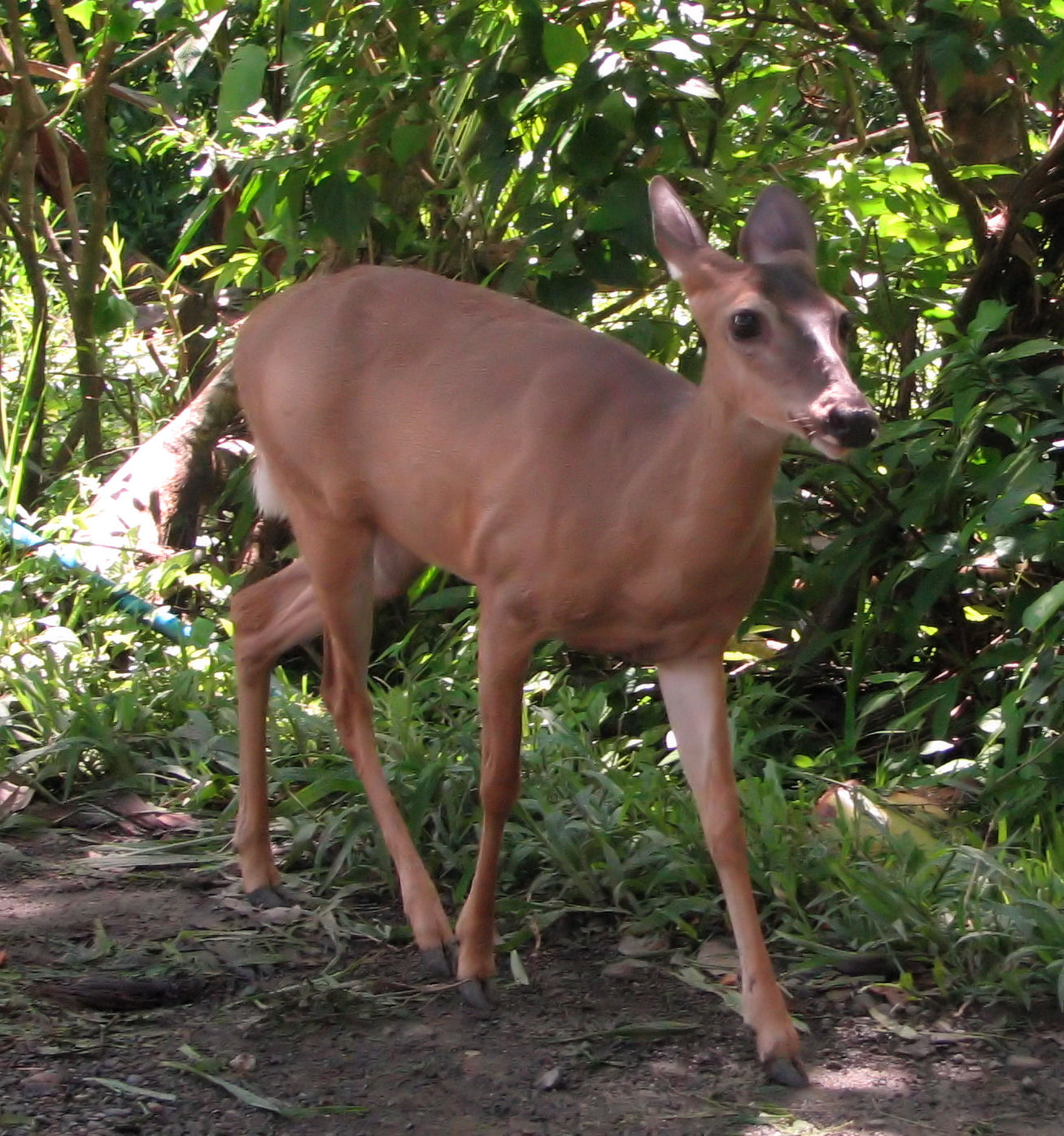
Самка, Коста-Рика

Перед появлением европейцев в Северной Америке обитало по некоторым оценкам около 40 миллионов белохвостых оленей. На них охотились индейцы, что однако не имело влияния на численность популяций. Колонисты начали охотиться на оленей из-за их шкуры, а также просто для развлечения. До 1900 года численность белохвостого оленя резко сократилась, пока не достигла всего 500 тысяч особей. С тех пор ограничения охоты привели к значительному улучшению, однако ситуация всё ещё сильно разнится в зависимости от региона. В некоторых регионах, например прилегающих к Великим озёрам, белохвостые олени встречаются столь же часто, как и раньше. В целом, популяция этого вида в США оценивается в 14 миллионов особей.
Некоторые подвиды считаются почти вымершими и состоят в Красном списке МСОП. К ним относятся:
- Флоридский островной олень[3] (Odocoileus virginianus clavium), обитающий на островах Флорида-Кис. Это наиболее мелкий подвид белохвостого оленя. Из-за интенсивной охоты в 1945 году их осталось всего 26 особей. Масштабные меры по защите этих животных позволили численности возрасти до 300 особей в наши дни, однако усиливающийся туризм на островах даёт повод для беспокойства. Почти все рифовые олени живут на островах No Name Key и Big Pine Key. Иногда олени достигают вплавь и соседних островов, однако отсутствие там питьевой воды заставляет их возвращаться. МСОП оценивает этот подвид как находящийся в серьёзной опасности.
- Колумбийский белохвостый олень (Odocoileus virginianus leucurus), назван в честь реки Колумбия в штатах Вашингтон и Орегон. Его численность вследствие разрушения человеком жизненного пространства упала до 400 особей. Сегодня существуют 3000 особей этих животных, из-за чего Служба рыбных ресурсов и дикой природы США в 2003 году решила вычеркнуть колумбийского белохвостого оленя из списка угрожаемых видов. В МСОП данный подвид оценивается как находящийся в наименьшей опасности.

## Разное
Ближайшим родственником белохвостого оленя является чернохвостый олень. Оба вида могут производить плодовитое потомство, и иногда можно встретить гибридов обоих видов.